# 牛鼻滩镇
牛鼻滩镇，是中华人民共和国湖南省常德市鼎城区下辖的一个乡镇级行政单位。

## 行政区划
牛鼻滩镇下辖以下地区：
平台社区、南街社区、北街社区、新街社区、观庄村、芷湾村、百家湖村、肖家湾村、永福村、水月村、白洋湖村、栏马口村、黄溪堰村、陈家铺村、兴丰村、谈家河村、顶兴村、同春村、渔码头村、三星村、上林村、小河口村、武陵村、濠洲村和渔场村。